# Джуманов, Борис Епкенович
Борис Епкенович Джуманов (27 августа [6 апреля] 1959) — советский футболист, защитник. Мастер спорта СССР. Казахстанский тренер.
Всю карьеру провёл в «Кайрате» Алма-Ата. Дебютировал 10 апреля 1977 в гостевом матче 1/16 финала Кубка СССР против «Факела» Воронеж (2:3). В чемпионате дебютировал в 1979 году, за 11 лет сыграл 177 матчей (160 — в высшей лиге), забил один гол. В победном для «Кайрата» Кубка Федерации футбола СССР 1988 года играл на стадии четвертьфинала.
Работал тренером в клубах Казахстана «Кайрат» (2001, 2008), «Восток-Алтын»/"Восток (2002, 2011), «Актобе-Ленто» (2003), «Шахтёр» Караганда (2005—2006), «Атырау» (2010).